# Zbory Boże w Wielkiej Brytanii
Zbory Boże w Wielkiej Brytanii (ang.: Assemblies of God in Great Britain) – jedna z większych denominacji zielonoświątkowych w Wielkiej Brytanii posiadająca 65 tys. wiernych w 639 zborach. Kościół jest częścią największej denominacji protestanckiej na świecie Światowej Wspólnoty Zborów Bożych liczącej ok. 70 mln wiernych. Brytyjskie Zbory Boże powstały oficjalnie w Birmingham w 1924 roku.